# 대처주의

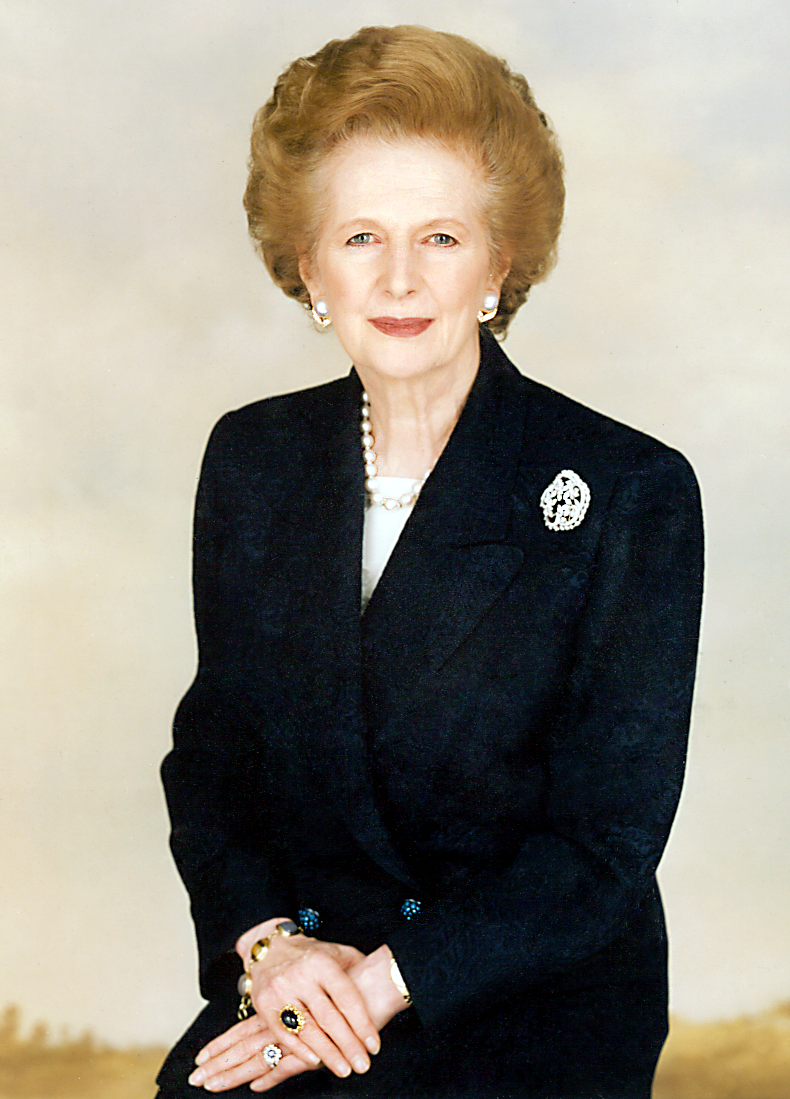
마거릿 다처

대처주의(Thatcherism, 대처리즘)는 영국 경제의 재생을 꾀한 마거릿 대처 수상의 사회 경제 정책의 총칭이다. 1979년 영국 선거에서 보수당의 승리로 집권한 대처 수상은 노동당 정부가 고수해 왔던 각종 국유화와 복지정책 등을 포기하고 민간의 자율적인 경제활동을 중시하는 통화주의(monetarism)에 입각한 강력한 경제개혁을 추진했는데, 이러한 대처의 정책을 '대처주의'라 하며, 영국식 신자유주의, 보수주의, 반공주의를 옹호한다.

## 배경
'철의 여인'으로 불린 마가렛 대처가 총리로 취임하기 전 영국은 근로자들의 잦은 파업과 과도한 복지로 인한 재정 악화, 근로의욕 저하등 소위 영국병이라고 불리는 고비용·저효율의 경제구조에 신음했다. 영국병을 치유하기 위해 시장경제 원리를 중시하는 경제 전부문에 걸친 경제개혁이 필요했다.

## 개혁 내용
대처주의의 골자는 재정지출 삭감, 공기업 민영화, 규제 완화와 경쟁 촉진 등으로 압축된다.
- 복지를 위한 공공지출의 삭감과 세금인하
- 국영기업의 민영화 - 대처가 총리로 취임할 당시 영국은 사회주의 국가를 제외하고 세계에서 국영기업이 가장 많은 나라로 꼽혔다. 그 전의 영국은 고용 우선 주의 때문에 많은 산업을 국유화했으며 이러한 국유화는 당초 이상과 달리 기업의 경쟁력 약화를 불러왔다. 특히 수송, 에너지, 통신, 철강, 조선 등 영국 산업의 중핵을 이루는 국영산업의 생산성이 현저히 떨어지고 근로자들의 무리한 요구와 잦은 파업은 영국 경제발전에 큰 걸림돌이 됐다. 대처 치하에서 가스, 전기, 통신, 수도, 석탄, 철강, 항공, 자동차를 포함한 대부분 정부 소유 기업들이 민영화됐다.[1]
- 노동조합의 활동규제 - 노조의 면책 특권을 박탈하고, 노조가 파업을 하고 싶으면 투표로 가부를 묻도록 의무화 하고, 정치 파업을 한 노조 간부의 면책 특권을 제한했다.
- 철저한 통화정책에 입각한 인플레이션 억제
- 기업과 민간의 자유로운 활동 보장
- 외환관리의 전폐와 금융 빅뱅 등을 통한 금융시장의 활성화
- 이 외에도 대처는 작은 정부의 실현, 산학협동 중심의 교육정책, 유럽통합 반대 등의 정책을 추진하였다.[2]

## 평가
우파 진영에서는 공기업 민영화로 대표되는 대처주의는 영국병을 치유하고 영국을 다시 번영의 길로 들어서는 계기를 만들었다는 평가를 받고 있다. 공기업 민영화는 재정수입 증대, 노조 약화, 경영 효율성 향상, 자본시장 발전 등에 기여했다. 대처 이후 1997년 집권한 노동당 정부가 10년동안 연 3%대의 경제성장률을 기록하는 영국의 경제성장 신화를 이룩한 원천은 사실상 대처주의의 성과라고도 말한다. 국영 기업이 많았던 이유로는, 식민지들에 설치된 국영 기업들의 다수 존재, 식민지들로부터의 자원 유입과 가공업 발달, 국제 교역을 통제하기 위한 정부의 개입 필요 등이었으며, 이로 인한 결과는, 방만한 경영 팽창과 도덕적 해이, 식민지 독립 운동의 식민 모국 위협, 서유럽 인접국들간의 통상과 외환결제 상의 마찰 등이었다
좌파 진영에서는 대처가 시장 원리만을 강조함으로써 사회복지를 후퇴시켰고 가진 자와 그렇지 못한 자의 갈등을 심화시켰으며 영국을 돈만 아는 무자비한 사회로 만들었다고 주장한다. 제조업보다 금융업에 초점을 맞추고 누구든 영국에 투자만 하면 환영한다는 노선을 취하면서 제조업의 쇠퇴를 불러왔다. 대처 정부는 제조업의 빈 자리를 서비스업이 메울 것이라고 했지만 제조업에서 일자리를 잃은 사람들은 구제받지 못했다.
절대적 빈곤율은 가계의 가처분소득이 최저생계비에 못미치는 가구의 비율을 말함
영국에는 당시 사회적 분위기가 그대로 반영된 '대처세대' 또는 '대처의 아이들'이라는 용어가 있다. 이들은 대처수상 집권하에서 기초교육을 받으며 자라난 10대들로 정치에 대한 무관심, 흡연과 알코올 의존, 비합리적 경향 등을 특징으로 하는데, 그 이면에는 고실업으로 인한 자신들의 불확실한 미래와 급격히 증가한 부모의 이혼과 가족해체 등의 원인이 있다.

## 같이 보기
- 신자유주의
- 통화주의
- 레이거노믹스